# Дачники (фільм, 1966)
«Дачники» (рос. Дачники) — радянський художній фільм 1966 року, знятий на кіностудії «Мосфільм». Екранізація однойменної п'єси Максима Горького.

## Сюжет
За однойменною п'єсою М. Горького. Тактовно співвіднесена з сучасністю (про минуле із сьогодення) у виконанні чудового акторського ансамблю — одна з найкращих екранізацій Горького — про ущербність духовної самосвідомості російської інтелігенції і нації загалом. Дія відбувається напередодні 1905 року.

## У ролях
- Микола Анненков — Сергій Васильович Басов, адвокат
- Руфіна Ніфонтова — Варвара Михайлівна Басова, дружина адвоката
- Генрієтта Єгорова — Калерія Василівна, сестра адвоката Басова
- Євген Ануфрієв — Влас Михайлович, брат Варвари, помічник адвоката
- Борис Бабочкін — Петро Іванович Суслов, інженер-будівельник
- Еліна Бистрицька — Юлія Пилипівна Суслова, дружина Суслова
- Георгій Куликов — Дудаков Кирило Якимович, лікар
- Ольга Хорькова — Дудакова Ольга Олексіївна, дружина лікара
- Євген Веліхов — Шалімов Яків Петрович, письменник
- Микита Подгорний — Рюмін Павло Сергійович
- Єлизавета Солодова — Марія Львівна, лікар
- Людмила Щербініна — Соня, дочка Марії Львівни
- Іван Любєзнов — Двоєточіє Семен Семенович, дядько Суслова
- Анатолій Ларіонов — Замислов Микола Петрович, помічник Басова
- Георгій Третьяков — Зимін Максим, студент
- Іван Пальму — пан Семенов, режисер
- Володимир Котельников — Пустобайка, дачний сторож
- Олександр Грузинський — Кропілкін, сторож
- Олена Рубцова — баба, яка шукає заблукалого хлопчика
- Іван Верейський — епізод
- Борис Золодінов — епізод
- Світлана Бернар — епізод
- Л. Фоміна — епізод
- Марія Веліхова — Саша, покоївка Басових
- Олег Дідов — епізод

## Знімальна група
- Режисери — Борис Бабочкін, Олена Скачко
- Сценарист — Борис Бабочкін
- Оператор — Микола Власов
- Художник — Костянтин Степанов